# Urmas Arumäe
Urmas Arumäe (* 1. Januar 1957 in Tootsi, heute Kreis Pärnu) ist ein estnischer Rechtswissenschaftler und Politiker. Vom 2. Juni bis zum 8. November 1994 war Arumäe Justizminister der Republik Estland in der ersten Koalitionsregierung von Ministerpräsidentin Mart Laar.

## Ausbildung
Urmas Arumäe besuchte die Schule in seinem Heimatort Tootsi im Westen Estlands. Er studierte von 1980 bis 1988 Rechtswissenschaft an der Staatlichen Universität Tartu. 1992 führte ihn sein Weg an die McLaren School of Business der University of San Francisco. Im selben Jahr machte er seinen MBA-Abschluss an der privaten Tallinner Universität Estonian Business School (EBS) im Fach Internationale Betriebswirtschaftslehre.
1998 folgte ein Abschluss als Master of Laws (LLM) im Fach Europarecht an der Rechtswissenschaftlichen Fakultät der Universität Stockholm. 2010 promovierte er an der EBS zum Ph.D. 2016 machte er darüber hinaus sein Magisterexamen am Fach Christliche Kulturgeschichte am Theologischen Institut der Estnischen Evangelisch-Lutherischen Kirche.

## Jurist
1989 war Arumäe Gründungsmitglied der Estnischen Juristenvereinigung (Eesti Juristide Liit), deren Präsident er lange Zeit war. Seit 1992 unterrichtet Arumäe an der EBS und anderen Universitäten.
1994 wurde Arumäe als Anwalt zugelassen. Im folgenden Jahr gründete Arumäe die Rechtsanwaltskanzlei Concordia, die bis 1999 bestand. 2000 gründete er gemeinsam mit dem Consultingunternehmen PricewaterhouseCoopers die Anwaltssozietät Landwell. 2001 folgte gemeinsam mit Geschäftsleuten die Wiedergründung Kanzlei Concordia.
Ab 2008 war Arumäe außerordentlicher Professor für Öffentliches Recht, Verwaltungsrecht und Wirtschaftsrecht an der EBS und Vorsitzender des Beirats der EBS-Dependance in Helsinki.
2011 gründete er die Anwaltskanzlei Andresson Consulting Network. 2018 gründete er die Anwaltssozietät Arumäe (Arumäe Advokaadibürood).

## Politiker
Daneben war Arumäe auch politisch aktiv. Von 1998 bis 2010 gehörte er der konservativen Isamaaliit an, von 2009 bis 2011 war er Mitglied der Zentrumspartei.
1994 war Arumäe für wenige Monate Justizminister der Republik Estland in der Regierung unter seinem Parteifreund, Ministerpräsident Mart Laar.
Von 2005 bis 2008 war er Bürgermeister der Gemeinde Viimsi nahe Tallinn. Er hat zahlreiche Schriften insbesondere zum estnischen Kommunalrecht vorgelegt.

## Privatleben
Urmas Arumäe ist mit Tiiu Arumäe verheiratet. Er hat eine Tochter und zwei Söhne.